# 前田浩継
前田 浩継（まえだ ひろつぐ、1976年1月3日 - ）は、福岡県宗像市出身の元プロ野球選手（投手）。
現在は、横浜DeNAベイスターズの一軍マネジャー。

## 来歴・人物

### プロ入り前
東福岡高3年の時に第75回全国高等学校野球選手権大会に出場、初戦（2回戦）敗退。
九州共立大学に進学後、福岡六大学リーグで最優秀選手を3回、6季連続ベストナインを獲得する活躍をみせ、3年時の大学選手権では準優勝。1997年度ドラフト会議にてオリックス・ブルーウェーブから3位指名を受け、入団。登録名は当時監督だった仰木彬の発案により「ヒロ」となった。

### オリックス時代
1998年シーズンは一軍登板なしに終わった。
1999年シーズンはプロ入り初登板を果たしたがこの1試合だけに終わり、わずか2年で戦力外通告を受けた。
結局オリックス時代は、病気などもあり、即戦力としての期待に応えられなかった。その後、テスト入団でヤクルトスワローズへ移籍。

### ヤクルト時代
2000年シーズンは初先発を含み、11試合に登板し、2勝2敗、防御率3.48の活躍を見せた。
2001年シーズンは先発投手として登板数を大きく増やし、28試合に登板し、7勝を挙げ、規定投球回にも初めて到達する活躍見せ、チームのリーグ優勝と日本一に貢献。大阪近鉄バファローズとの日本シリーズでは第4戦に先発登板し、勝ち負けは付かなかったが6回1失点といてまえ打線を封じ込める活躍を見せた。
2002年シーズンは前年のシーズンの活躍から一転し、先発での登板数は3試合に留まり、中継ぎでの登板が多くなった。安定感を欠き、3勝しか挙げられなかった。
2003年シーズンはサイドスローへ転向したが先発での登板は1試合だけとなり、中継ぎ要員となった。15試合の登板に終わった。
2004年シーズンは2試合に登板しただけで一軍登録を抹消され、シーズン途中に田中充投手・丸山泰嗣内野手との交換トレードで千葉ロッテマリーンズへ移籍。

### ロッテ時代
2004年シーズンは一軍登板なしに終わった。
2005年一軍での登板はこの年のシーズンもなかった。同年のシーズン限りで現役を引退。

### 引退後
引退後は、古巣・東京ヤクルトの打撃投手や横浜DeNAベイスターズの打撃投手を経て、2015年から中畑清監督の専属広報という形で横浜DeNAベイスターズ一軍サブマネジャーに就く。中畑の退任後も引き続き一軍サブマネジャーを務め、左腕ということで、時に打撃投手を務めることもある。北京五輪予選（アジア地区及び最終予選）、北京五輪本大会、第2回WBCでも日本代表の打撃投手を務めており、WBC連覇を果たした日本代表チームを陰ながら支えた。

## 詳細情報

### 年度別投手成績
| 年 度     | 球 団      | 登 板 | 先 発 | 完 投 | 完 封 | 無 四 球 | 勝 利 | 敗 戦 | セ 丨 ブ | ホ 丨 ル ド | 勝 率 | 打 者 | 投 球 回 | 被 安 打 | 被 本 塁 打 | 与 四 球 | 敬 遠 | 与 死 球 | 奪 三 振 | 暴 投 | ボ 丨 ク | 失 点 | 自 責 点 | 防 御 率 | W H I P |
| --------- | ---------- | ----- | ----- | ----- | ----- | -------- | ----- | ----- | -------- | ----------- | ----- | ----- | -------- | -------- | ----------- | -------- | ----- | -------- | -------- | ----- | -------- | ----- | -------- | -------- | ------- |
| 1999      | オリックス | 1     | 0     | 0     | 0     | 0        | 0     | 0     | 0        | --          | ----  | 6     | 0.2      | 4        | 0           | 0        | 0     | 0        | 1        | 0     | 0        | 2     | 2        | 27.00    | 6.00    |
| 2000      | ヤクルト   | 11    | 6     | 0     | 0     | 0        | 2     | 2     | 0        | --          | .500  | 153   | 33.2     | 37       | 5           | 16       | 1     | 2        | 15       | 0     | 0        | 13    | 13       | 3.48     | 1.57    |
| 2001      | ヤクルト   | 28    | 23    | 2     | 1     | 0        | 7     | 10    | 0        | --          | .412  | 630   | 146.2    | 162      | 23          | 44       | 4     | 2        | 85       | 8     | 0        | 73    | 64       | 3.93     | 1.40    |
| 2002      | ヤクルト   | 16    | 3     | 0     | 0     | 0        | 3     | 1     | 0        | --          | .750  | 139   | 32.1     | 38       | 5           | 8        | 0     | 0        | 27       | 3     | 0        | 16    | 15       | 4.18     | 1.42    |
| 2003      | ヤクルト   | 15    | 1     | 0     | 0     | 0        | 0     | 1     | 0        | --          | .000  | 81    | 19.2     | 22       | 7           | 4        | 0     | 0        | 11       | 1     | 0        | 10    | 10       | 4.58     | 1.32    |
| 2004      | ヤクルト   | 2     | 0     | 0     | 0     | 0        | 0     | 0     | 0        | --          | ----  | 9     | 1.2      | 5        | 0           | 0        | 0     | 0        | 2        | 0     | 0        | 3     | 3        | 16.20    | 3.00    |
| 通算：6年 | 通算：6年  | 73    | 33    | 2     | 1     | 0        | 12    | 14    | 0        | --          | .462  | 1018  | 234.2    | 268      | 40          | 72       | 5     | 4        | 141      | 12    | 0        | 117   | 107      | 4.10     | 1.45    |

### 記録
- 初登板：1999年9月12日、対千葉ロッテマリーンズ23回戦（千葉マリンスタジアム）、3回裏1死に3番手として救援登板、2/3回4失点
- 初奪三振：同上、3回裏にフランク・ボーリックから
- 初先発：2000年9月3日、対広島東洋カープ23回戦（広島市民球場）、4回0/3を3失点
- 初勝利・初先発勝利：2000年9月12日、対横浜ベイスターズ22回戦（明治神宮野球場）、5回2失点
- 初完投：2001年5月9日、対中日ドラゴンズ8回戦（ナゴヤドーム）、8回2失点で敗戦投手
- 初完投勝利・初完封勝利：2001年7月8日、対中日ドラゴンズ15回戦（明治神宮野球場）

### 背番号
- 24 （1998年 - 1999年）
- 60 （2000年）
- 47 （2001年 - 2004年途中）
- 37 （2004年途中 - 2005年）
- 95 （2006年 - 2009年）
- 109 （2010年 - 2011年）
- 94 （2012年 - 2014年）
- 119 （2015年 - 2022年）

### 登録名
- ヒロ （ひろ、1998年 - 1999年）
- 前田 浩継 （まえだ ひろつぐ、2000年 - 2005年）